# 마틴 딩글월

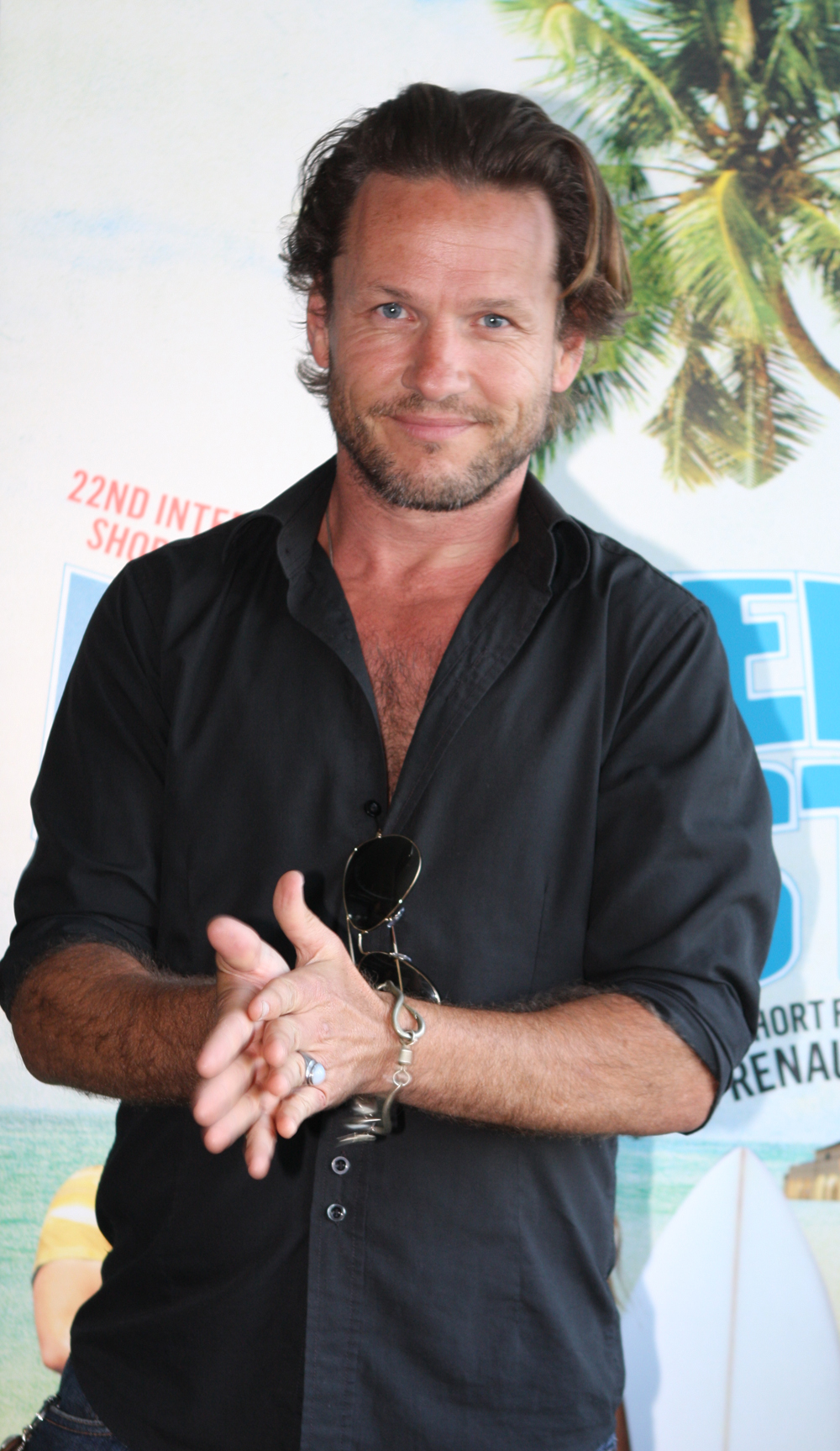

마틴 딩글 월(Martin Dingle-Wall, 1971년 7월 22일 ~ )은 오스트레일리아의 배우, 영화 프로듀서, 각본가, 영화배우, 텔레비전 배우이다.
시드니 본다이 비치에서 태어났다.

## 영화
- 드라이 (2020년) - 루크 해들러 역
- 인간사냥 (2017년) - 워렌 역
- 어 라이트 터치 (2012년) - 오스카 역
- 하우스 오브 스트릭스 (2011년)
- 점핑 쉽 (2001년)
- 올 세인츠 (1998년)
- 홈 앤 어웨이 (1988년) - 플린 사운더스 역